# Bığır (Göyçay)
Bığır è un comune dell'Azerbaigian situato nel distretto di Göyçay. Conta una popolazione di 5 724 abitanti.